# 매켄지 분지

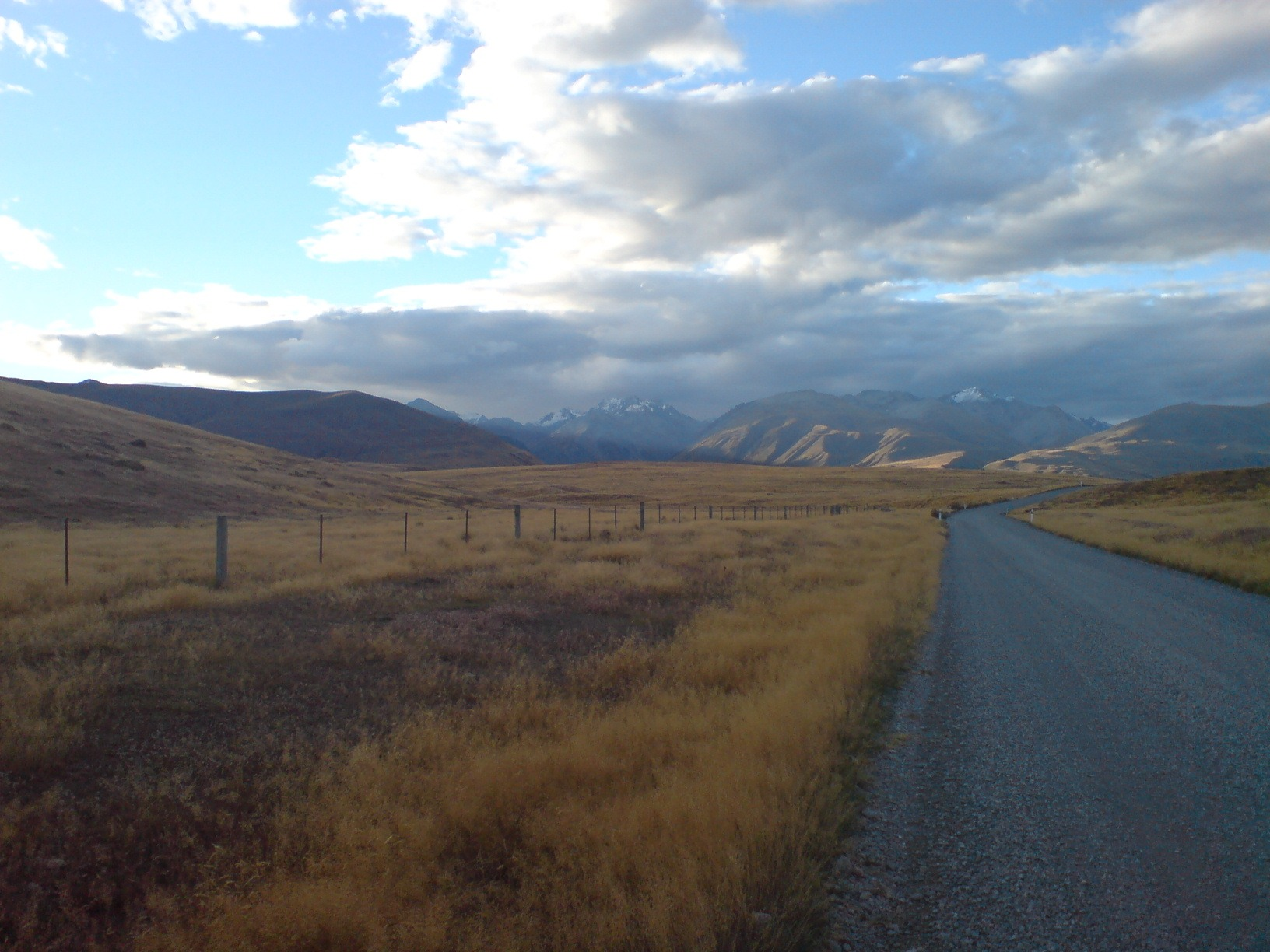
분지의 북서쪽에서 본 서던알프스

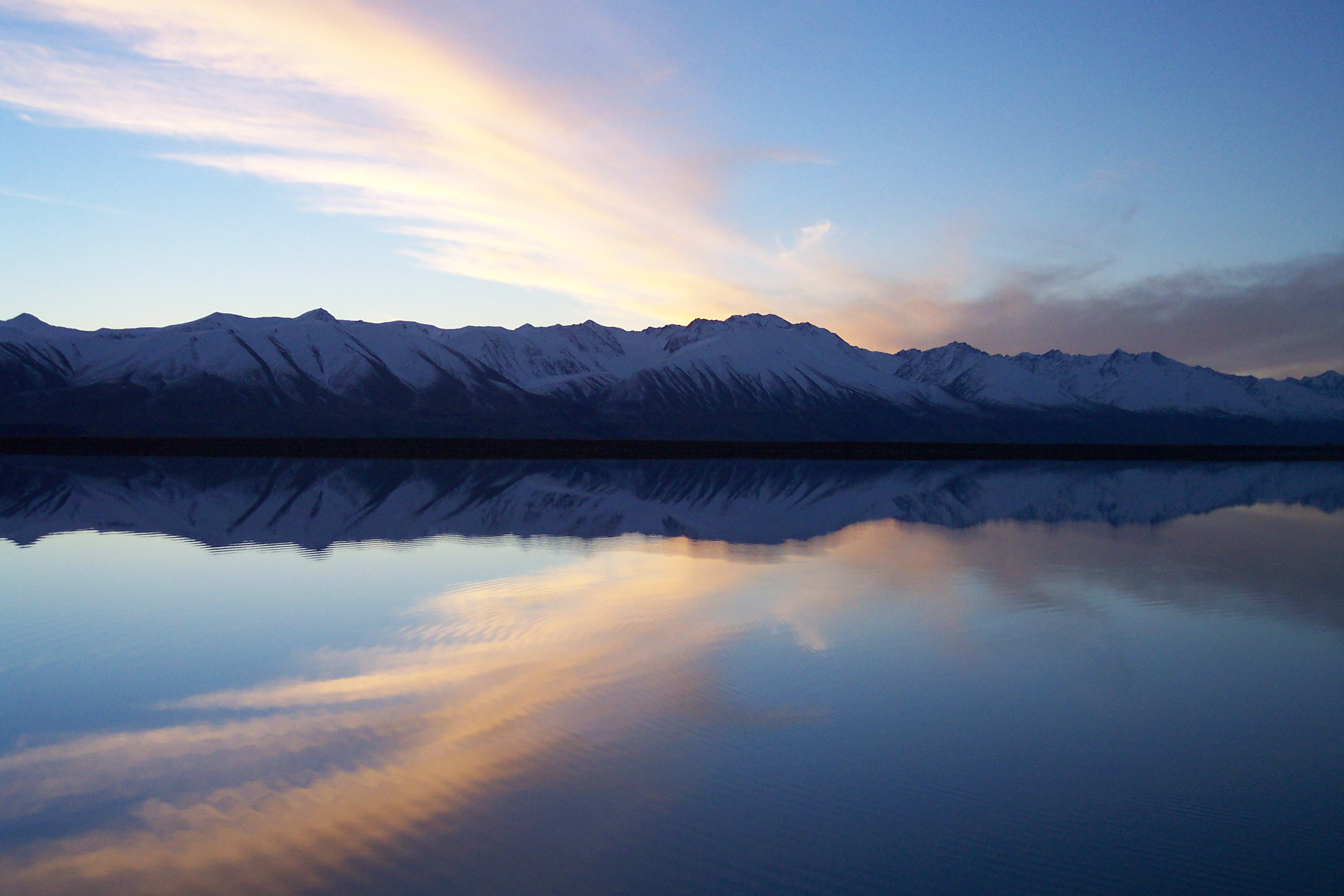
테카포 B 수력발전소 동쪽 해변에서 본 벤오하우산맥

맥켄지 분지(Mackenzie Basin)는 보통 사람들에게는 예부터 맥켄지 컨트리로 널리 알려져 있으며, 뉴질랜드 남섬 중앙의 맥켄지와 와이타키 구에 위치한 타원형의 산간 분지이다. 이 분지는 분지로서는 뉴질랜드에서 가장 크다. 역사적으로 양목으로 유명하며, 띄엄띄엄 사람들이 사는 지역으로 지금은 관광목적지로 이름이 높다.

## 개요
이 분지는 1850년대 스코틀랜드 출신의 양치기이자, 양도둑인 ‘제임스 맥켄지’(James Mckenzie)의 이름을 따서 이름이 지어졌다. 그는 당시 도둑질한 양들을 가지고 아무도 살지 않는 그곳에서 (틈틈이 마오리족이 이전부터 살기는 했지만) 양을 키웠다. 그가 체포된 직후에 그 지역은 1857년 새로운 양 목장지로 분할되었다.